# Wereldkampioenschap wegrace 1998
Het wereldkampioenschap wegrace seizoen 1998 was het 50e in de geschiedenis van het door de FIM georganiseerde wereldkampioenschap wegrace.

## Kalender
| Ronde | Datum        | Grand Prix              | Locatie        | Winnaar 125 cc    | Winnaar 250 cc    | Winnaar 500 cc | Verslag |
| ----- | ------------ | ----------------------- | -------------- | ----------------- | ----------------- | -------------- | ------- |
| 1     | 5 april      | GP van Japan            | Suzuka         | Kazuto Sakata     | Daijiro Kato      | Max Biaggi     | Verslag |
| 2     | 19 april     | GP van Maleisië         | Johor          | Noboru Ueda       | Tetsuya Harada    | Mick Doohan    | Verslag |
| 3     | 3 mei        | GP van Spanje           | Jerez          | Kazuto Sakata     | Loris Capirossi   | Àlex Crivillé  | Verslag |
| 4     | 17 mei       | GP van Italië           | Mugello        | Tomomi Manako     | Marcellino Lucchi | Mick Doohan    | Verslag |
| 5     | 31 mei       | GP van Frankrijk        | Paul Ricard    | Kazuto Sakata     | Tetsuya Harada    | Àlex Crivillé  | Verslag |
| 6     | 14 juni      | GP van Madrid           | Jarama         | Lucio Cecchinello | Tetsuya Harada    | Carlos Checa   | Verslag |
| 7     | 27 juni      | TT Assen                | Assen          | Marco Melandri    | Valentino Rossi   | Mick Doohan    | Verslag |
| 8     | 5 juli       | GP van Groot-Brittannië | Donington      | Kazuto Sakata     | Loris Capirossi   | Simon Crafar   | Verslag |
| 9     | 19 juli      | GP van Duitsland        | Sachsenring    | Tomomi Manako     | Tetsuya Harada    | Mick Doohan    | Verslag |
| 10    | 23 augustus  | GP van Tsjechië         | Brno           | Marco Melandri    | Tetsuya Harada    | Max Biaggi     | Verslag |
| 11    | 6 september  | GP van Imola            | Imola          | Tomomi Manako     | Valentino Rossi   | Mick Doohan    | Verslag |
| 12    | 20 september | GP van Catalonië        | Catalunya      | Tomomi Manako     | Valentino Rossi   | Mick Doohan    | Verslag |
| 13    | 4 oktober    | GP van Australië        | Phillip Island | Masao Azuma       | Valentino Rossi   | Mick Doohan    | Verslag |
| 14    | 25 oktober   | GP van Argentinië       | Buenos Aires   | Tomomi Manako     | Valentino Rossi   | Mick Doohan    | Verslag |